# Ostrołódka kosmata
Ostrołódka kosmata (Oxytropis pilosa DC.) – gatunek roślin z rodziny bobowatych. Występuje w strefie umiarkowanej Europy i Azji. Rośnie na murawach kserotermicznych. W Polsce pod ochroną ścisłą. 

## Zasięg występowania
Występuje w Azji środkowej i na Syberii, w regionie Kaukazu, w Turcji, w Europie wschodniej i środkowej na południu po Rumunię i centralne Włochy, na zachodzie sięga do francuskich Alp i Niemiec. W Polsce występuje w rozproszeniu na niżu w pasie na północ od Zielonej Góry, Poznania i Płocka poza tym bardzo rzadko na północ od Krakowa i wzdłuż granicy wschodniej.

## Morfologia

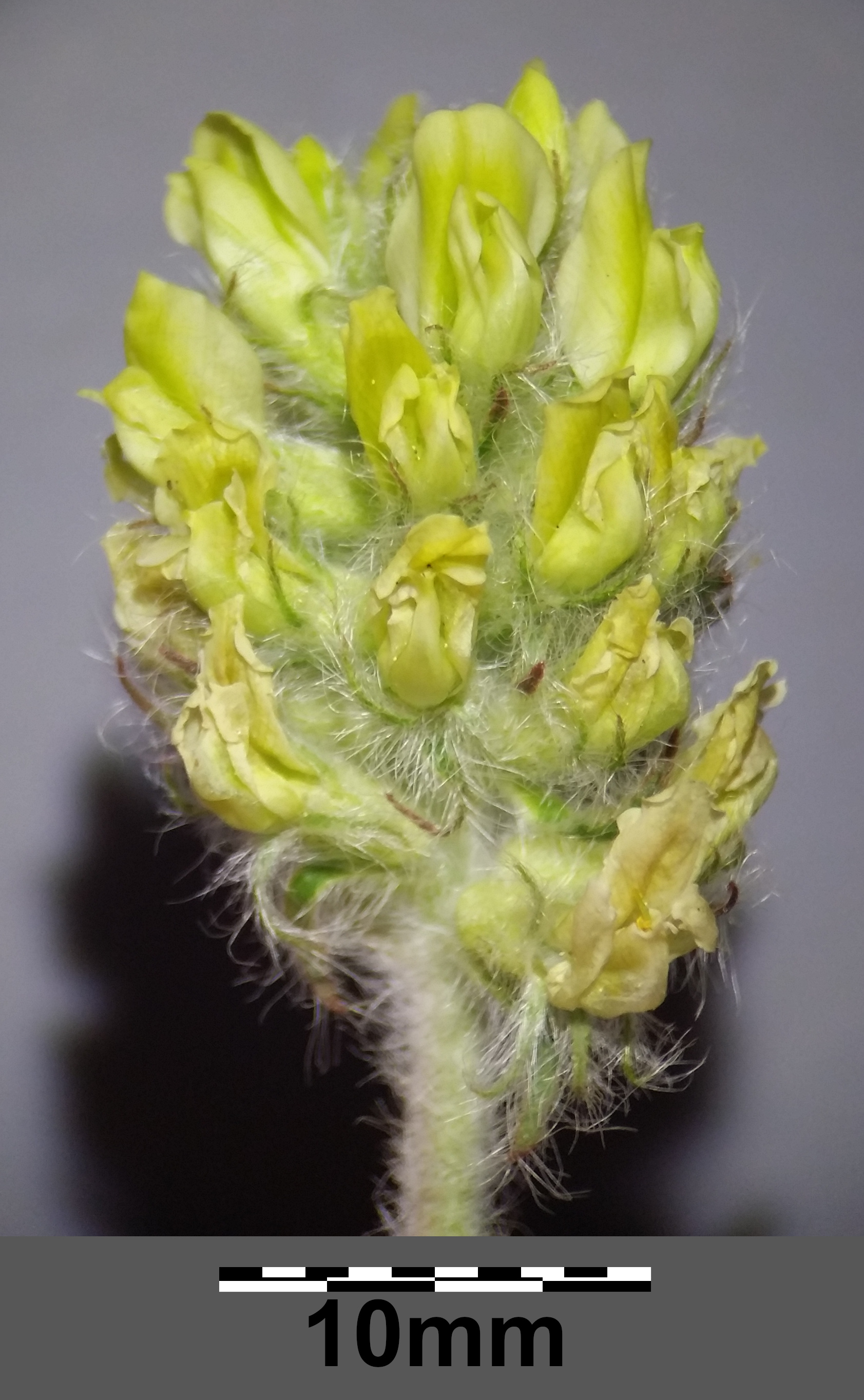
Kwiatostan

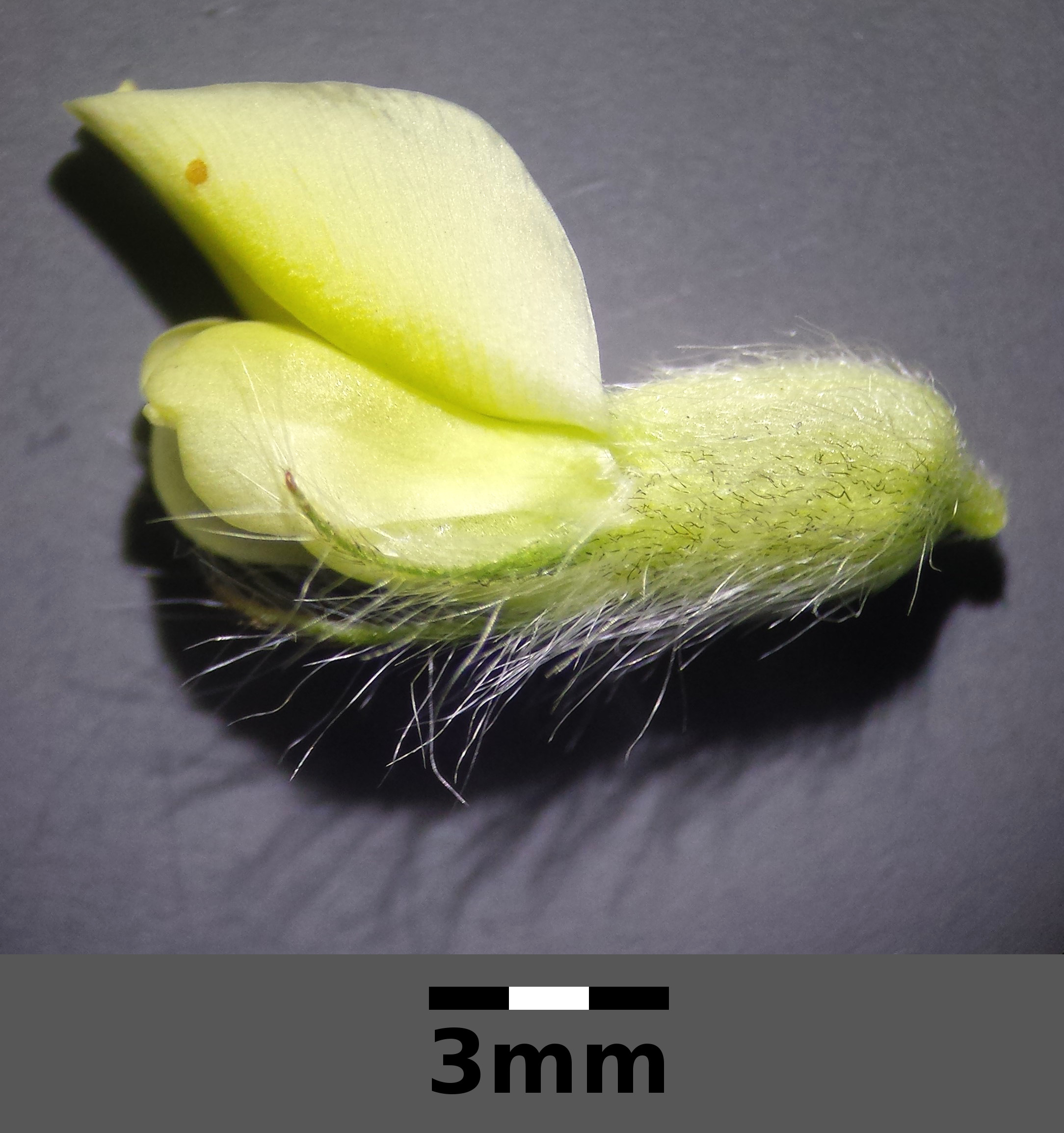
Kwiat

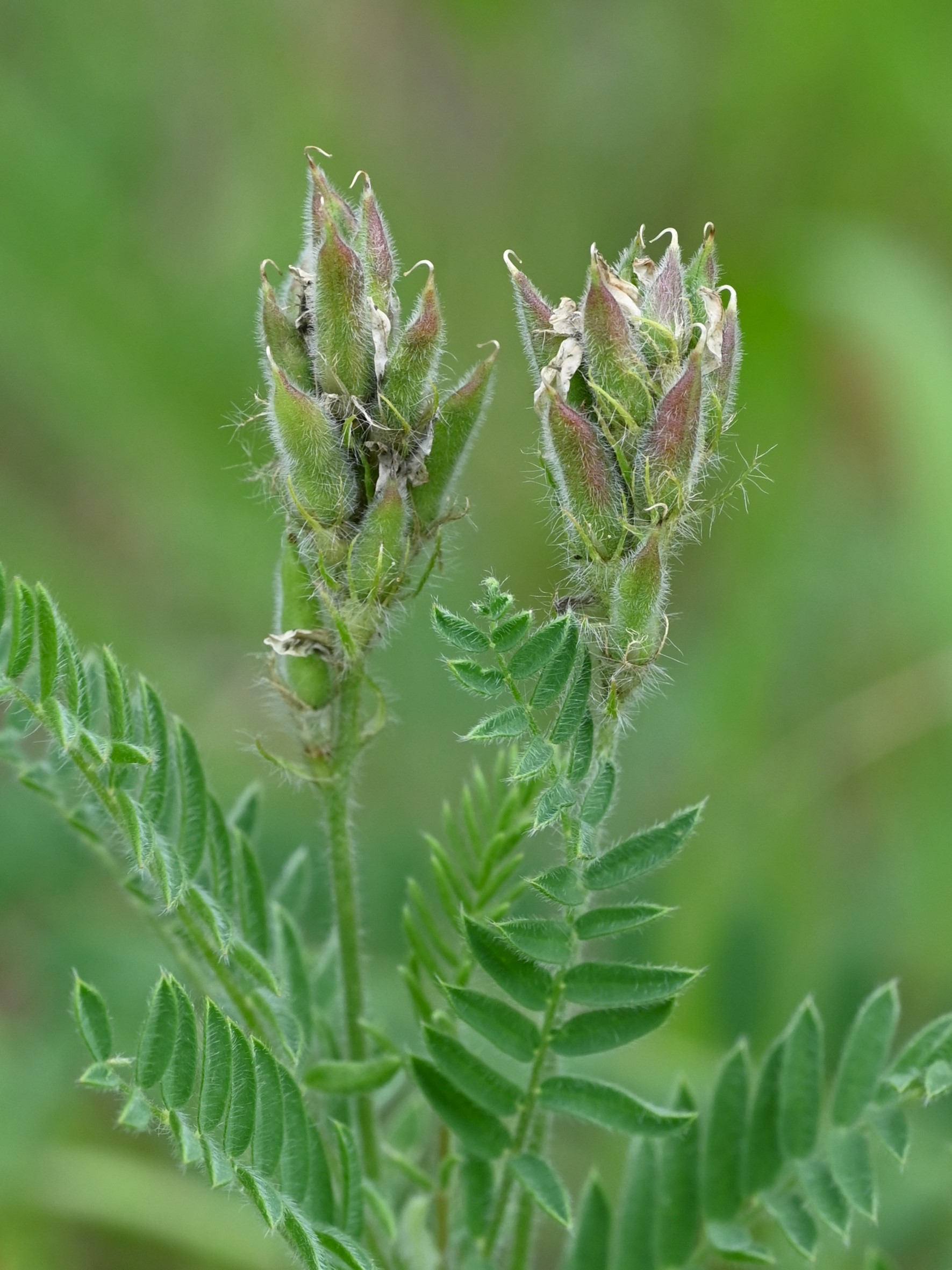
Owoce

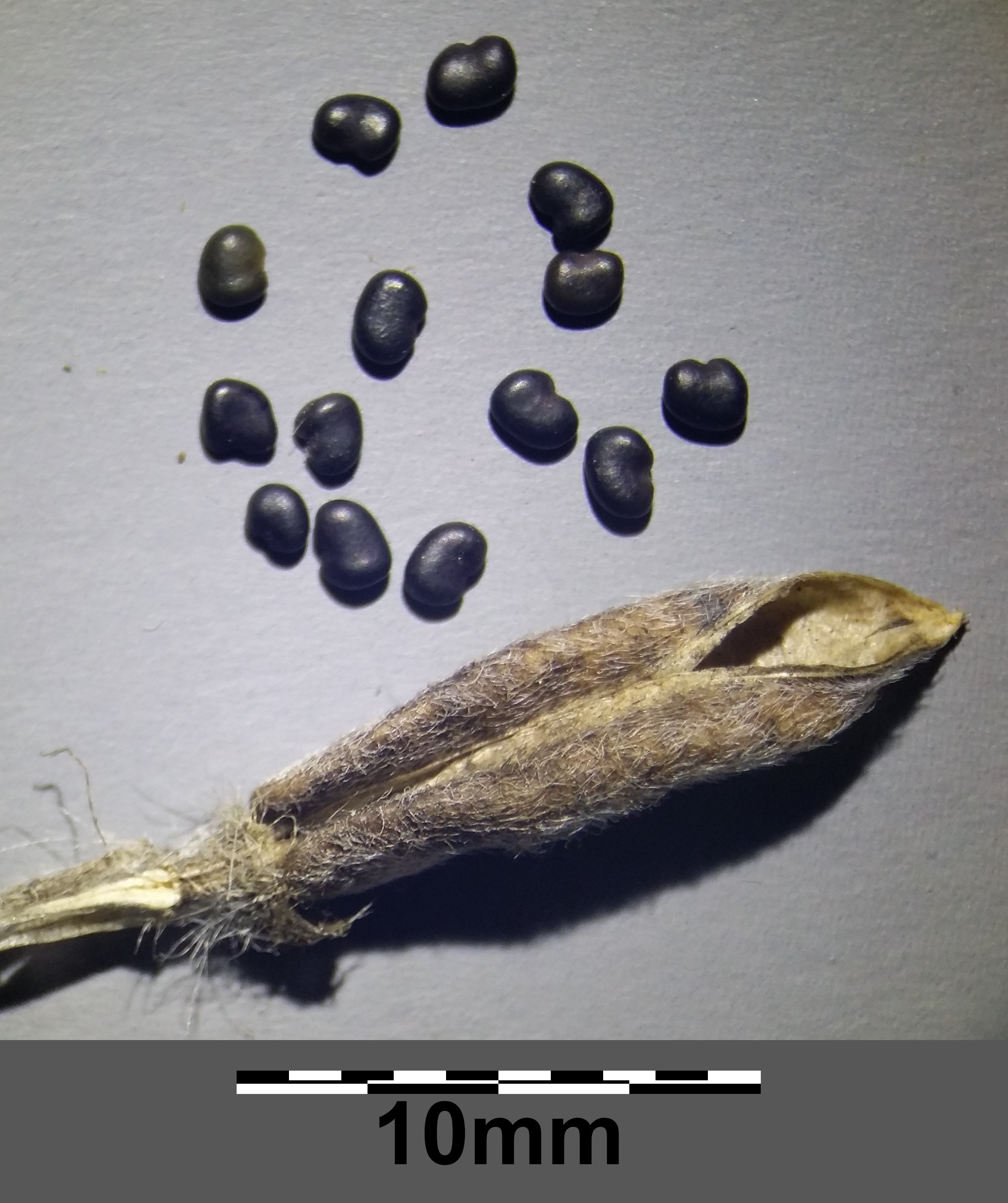
Owoc i nasiona

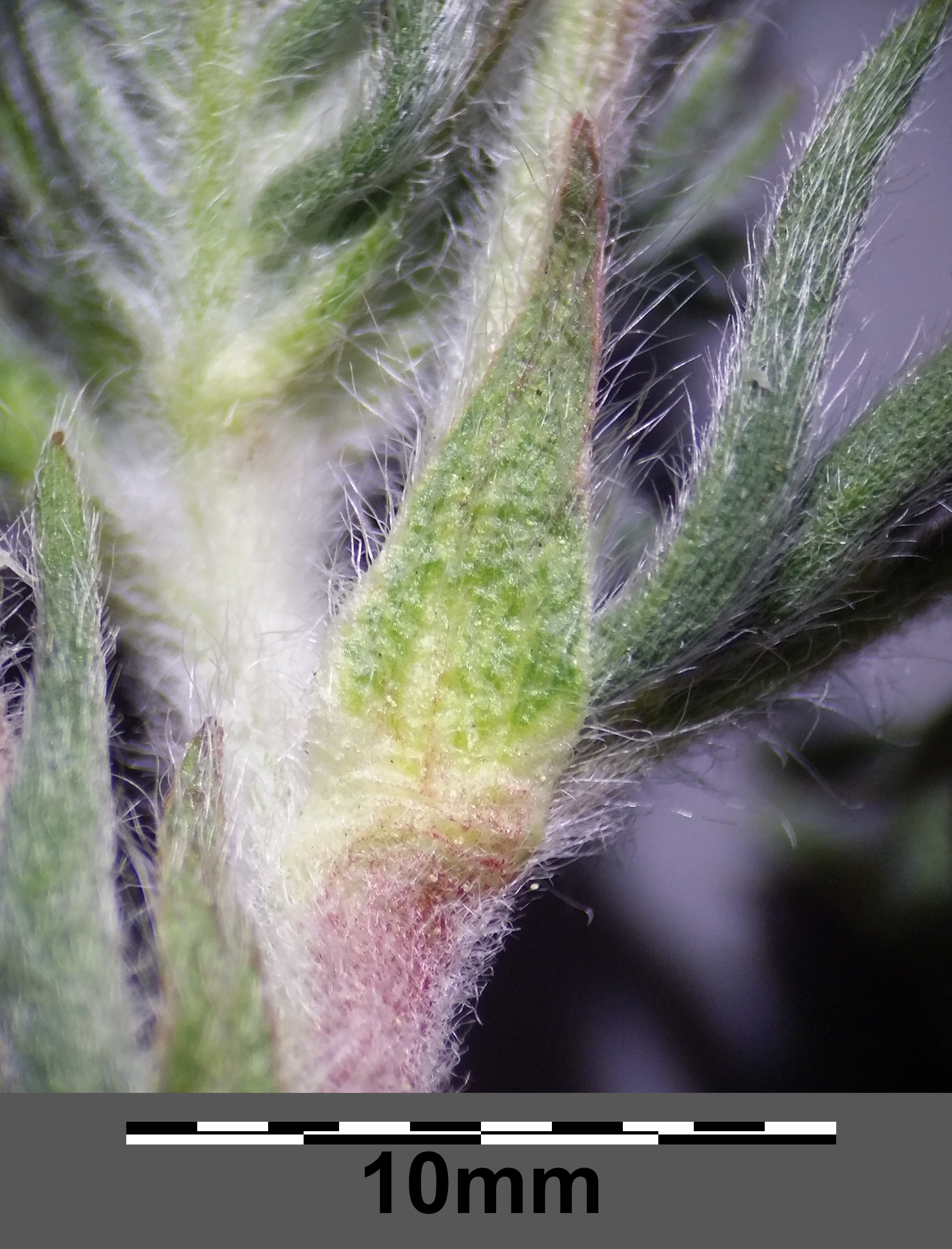
Fragment łodygi z przylistkiem

PokrójRoślina wysokości do 30 cm, cała gęsto, odstająco owłosiona długimi, białymi włoskami. Pęd nadziemny wyrasta z rozgałęzionego kłącza. Skupione pędy tworzą zwykle kępy.
ŁodygaWzniesiona, pojedyncza, zwykle czerwono nabiegła.
LiścieNieparzystopierzasto złożone, składają się z 7-15 par zaostrzonych, drobnych, lancetowatych lub jajowatych listków. Górne liście siedzące, niższe na coraz dłuższych ogonkach. U ich nasady znajdują się lancetowate, wolne przylistki.
KwiatyZebrane po 20-40 w jajowate kwiatostany wyrastające na długich szypułkach z kątów liści. Kwiaty motylkowe, prawie siedzące o długości ok. 11 mm. Drobne przysadki są krótsze od kielicha. Kielich zrosły, dzwonkowaty, z ząbkami szydlastymi. Owłosiony długimi białymi i krótszymi czarnymi włoskami. Korona jasnożółta z łódeczką zakończoną długim ostrzem. Żagielek wycięty, dwa razy dłuższy od skrzydełek.
OwocPodługowaty, na szczycie zaostrzony, czarny i odstająco owłosiony strąk.

## Biologia i ekologia
RozwójBylina, hemikryptofit. Kwitnie od maja do sierpnia.
SiedliskoRośnie w murawach kserotermicznych, na wzgórzach i zboczach, na skałkach gipsowych i wapiennych. Jest gatunkiem ciepłolubnym i światłolubnym.
FitosocjologiaGatunek charakterystyczny dla rzędu Festucetalia valesiacae i zespołu Potentillo-Stipetum capillatae.

## Zagrożenie i ochrona
Umieszczony na polskiej czerwonej liście w kategorii VU (narażony). 
Jest gatunkiem tracącym stanowiska w wyniku zmian sposobu użytkowania gruntów, w szczególności z powodu zaorywania muraw i zarastania ich lub zalesiania roślinnością drzewiastą. W Polsce objęty ochroną gatunkową.